# Вилхелм Фабри
Вилхелм Фабри (лат. Guilelmus Fabricius Hildanus; Хилден, 25. јун 1560 — Берн, 15. фебруар 1634) је био један од највећих немачких хирурга на прелазу из 16. века у 17. век, изумитељ хируршких инструмената и реформатор практичне хирургије у Немачкој.

## Живот и дело
Вилхелм Фабри је рођен у Немачкој 25. јун 1560. у Хилдену код Диселдорфа. Његов отац, Петар Андреас Фабри који је био службеник, умро је када је Фабри имао десте година. За време школовања у средњој школи у Келну, Фабри је показао таленат за језике, и то не само за немачки, већ и за латински, француски, грчки и хебрејски. Због ратних прилика и ране смрти оца Фабри није могао студирати медицину на факултету, као што је то желео, већ је радио и стручно се усавршавао као помоћник многобројним „видарима рана“. Након што је савладо посао „видара рана“ Фабри се осамосталио и прво је радио у родном Хилдену, а затим Келну, Женеви, Берну и другим Немачким и Швајцарским градовима. Најдуже је живео и радио у Берну где је једно време радио као градски лекар.
Иако није имао факултет Фабри је поседовао одлична знања из класичне научне литературе.  Увео је нове хируршке технике и изумео нове хируршке инструменте за хируршко лечење носних полипа, камена у бешици, рака дојке и ока, хидрокеле и асцитеса, а веома генијалне су биле његове технике ампутације, ипрви предложио да се ампутација удова изводи у здравом ткиву, изнад гангренозног или нагњеченог места.
Он је био један од првих западних лекара који је почео да изучава кинеску медицину. За време свог рада Фабри је стално настојао да хирургији да обимну теоретску основу и у пракси примени нова открића из анатомије и интерне медицине. 
Фабри је први извршио поделу опекотина, која је проистекла из његовог рада у лечењу устрелина и опекотина. Он је први лекар који је извадио жучни каменац болеснику (1618). Фабри је усавршио и побољшао многе оперативне захвате и осмислио већи број нових хируршких инструмената.
На предлог своје супруге 1624. обавио је отстрањивање комадића метала из рожњаче ока једног болесника применом магнета. Први је отстранио код жене оболеле од тумора, целу дојку и пазушне лимфне чворове.